# Roy Geerts
Roy Geerts (ur. 2 lipca 1992) – holenderski kierowca wyścigowy.

## Kariera

### Formuła Renault
Geerts rozpoczął karierę w jednomiejscowych samochodach wyścigowych w 2013 roku od startów w Północnoeuropejskim Pucharze Formuły Renault 1.6. W ciągu dziesięciu wyścigów, w których wystartował, trzy razy wygrywał, a dziewięciokrotnie stawał na podium. Uzbierane 289 punktów pozwoliło mu zdobyć tytuł mistrza serii. Na sezon 2014 Holender podpisał kontrakt z hiszpańską ekipą AV Formula na starty w Północnoeuropejskim Pucharze Formuły Renault 2.0 oraz Europejskim Pucharze Formuły Renault 2.0. W edycji północnoeuropejskiej z dorobkiem 73 punktów uplasował się na 21 pozycji w klasyfikacji generalnej. W serii europejskiej nie zdobywał punktów.

## Statystyki
| Sezon | Seria                                         | Zespół             | Wyścigi | Zwycięstwa | PP | NO | Podium | Punkty | Pozycja |
| ----- | --------------------------------------------- | ------------------ | ------- | ---------- | -- | -- | ------ | ------ | ------- |
| 2013  | Północnoeuropejski Puchar Formuły Renault 1.6 | Stuart Racing Team | 10      | 3          | 2  | 4  | 9      | 289    | 1       |
| 2014  | Europejski Puchar Formuły Renault 2.0         | AVF                | 2       | 0          | 0  | 0  | 0      | 0      | 26      |
| 2014  | Północnoeuropejski Puchar Formuły Renault 2.0 | AVF                | 15      | 0          | 0  | 0  | 0      | 73     | 21      |